# Jan Szaif
Jan Szaif (* 1960) ist ein deutscher Philosophiehistoriker auf dem Gebiet der antiken Philosophie, der an der University of California, Davis wirkt.
Jan Szaif, Sohn des Bildhauers Peter Szaif,  studierte von 1980 bis 1988 Philosophie, Gräzistik, Germanistik und Alte Geschichte an der Freien Universität Berlin. Das Studium schloss er mit einem M.A. in Philosophie und Gräzistik ab; die Magister-Arbeit war Aristoteles’ Theorie der Universalien gewidmet. Von 1988 bis 1993 führte er ebendort ein Promotionsstudium bei Ernst Tugendhat durch, das er mit einer Dissertation zu Platons Begriff der Wahrheit abschloss. Von 1990 bis 1991 ergänzte er dieses Studium mit einem Aufenthalt an der Faculty of Classics und dem Darwin College der Universität Cambridge bei Myles Burnyeat. Von 1993 bis 2004 war er wissenschaftlicher Mitarbeiter, C1-Professor und Vertretungsprofessor an der Universität Bonn. Die Habilitation erfolgte dort 2001. Fellowships, Gast- und Vertretungsprofessuren führten ihn an das Center for Hellenic Studies der Harvard University, die Universität Łódź, Polen, und die Universität Hamburg. 2005 wechselte er an die University of California, Davis; dort war er von 2005 an Gastprofessor, von 2006 an Associate Professor und von 2009 an Professor. Weitere Gastprofessuren absolvierte er an der Universität Tartu, Estland, und an der Xiamen-Universität, China.
Szaif arbeitet zu Platon, insbesondere zu dessen Begriff der Wahrheit und zu dessen Metaphysik, Erkenntnistheorie und Ethik. Weiterhin arbeitet er zu Aristoteles’ Ethik und Metaphysik wie zu seiner Rezeption in Antike und Mittelalter. Eigene Untersuchungen hat er dem Begriff des Seins und dem Thema der Freundschaft gewidmet.

## Schriften (Auswahl)
- Platons Begriff der Wahrheit. Alber, Freiburg / München 1996, ISBN 3-495-47815-9.
- Der Sinn von „sein“. Grundlinien einer Rekonstruktion des philosophischen Begriffs des Seienden. Alber, Freiburg / München 2003, ISBN 3-495-48092-7.
- Freundschaft und Moral. Über Freundschaft als Thema der philosophischen Ethik. University Press, Bonn 2005, ISBN 3-86529-005-1.
- Platon. Eine kurze Einführung (Argon Hörbuch). Argon Verlag, Berlin 2006, ISBN 3-86610-108-2 (59 Minuten).
- Gut des Menschen. Problematik und Entwicklung der Glücksethik bei Aristoteles und in der Tradition des Peripatos (Quellen und Studien zur Philosophie, hrsg. von Jürgen Mittelstraß, Dominik Perler und Jens Halfwassen). De Gruyter, Berlin / New York 2012, ISBN 978-3-11-021691-2.
- (Hrsg. mit Matthias Lutz-Bachmann): Was ist das für den Menschen Gute? Menschliche Natur und Güterlehre / What is good for a human being? Human nature and values. De Gruyter, Berlin / New York 2004, ISBN 3-11-017206-2.
- (Hrsg. mit Markus Enders): Die Geschichte des philosophischen Begriffs der Wahrheit. De Gruyter, Berlin / New York 2006, ISBN 978-3-11-017754-1.